# La Coma (Aramunt)
La Coma és una coma, com el seu nom indica, i una partida rural del municipi de Conca de Dalt, al Pallars Jussà, a cavall dels antics termes d'Aramunt, en terres del poble d'Aramunt, i d'Hortoneda de la Conca, en terres de Pessonada.
Està situada al nord de les Eres d'Aramunt, al límit nord de l'antic terme. És a la dreta del barranc de les Cadolles, al nord-est del Serrat de Castells i del de Narçà. És a migdia de la partida de Fuses, al sud-est de la del Tros de Basturs i al nord-est de la Cabana de Joan de Toni.
Consta de quasi 21 hectàrees (20,8868) de secà, amb zones de matoll i ametllers i oliveres.